# Fotocamera rapatronica

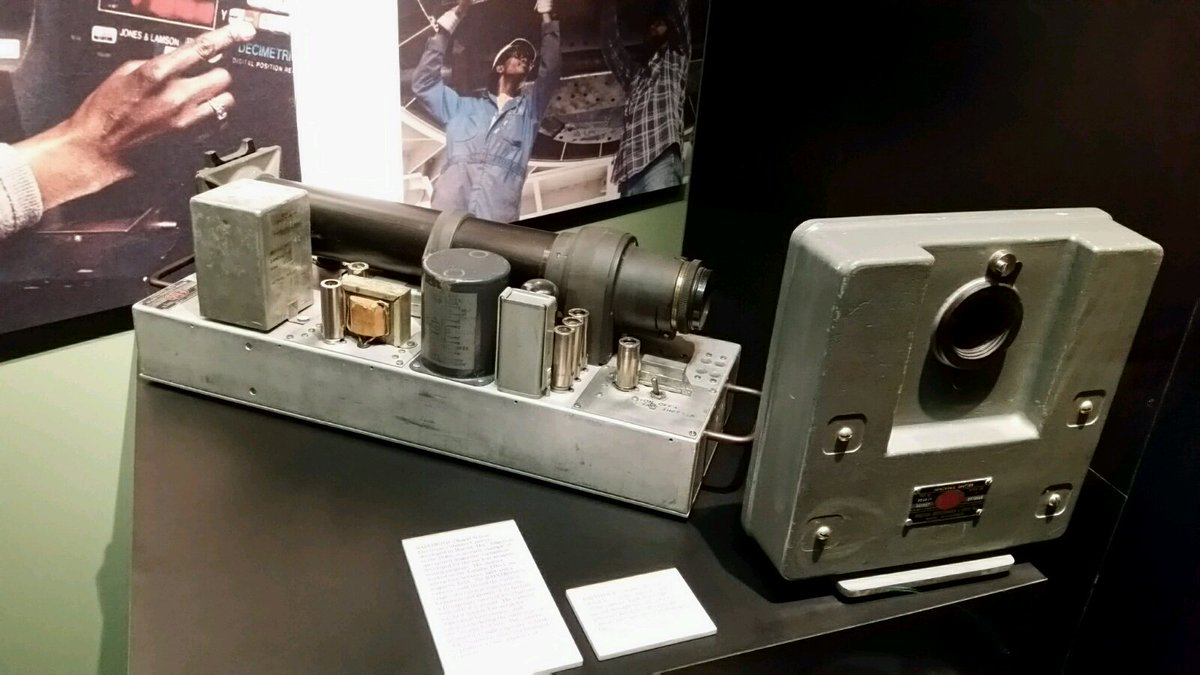
Macchina fotografica rapatronica del Museo dei test atomici nucleari

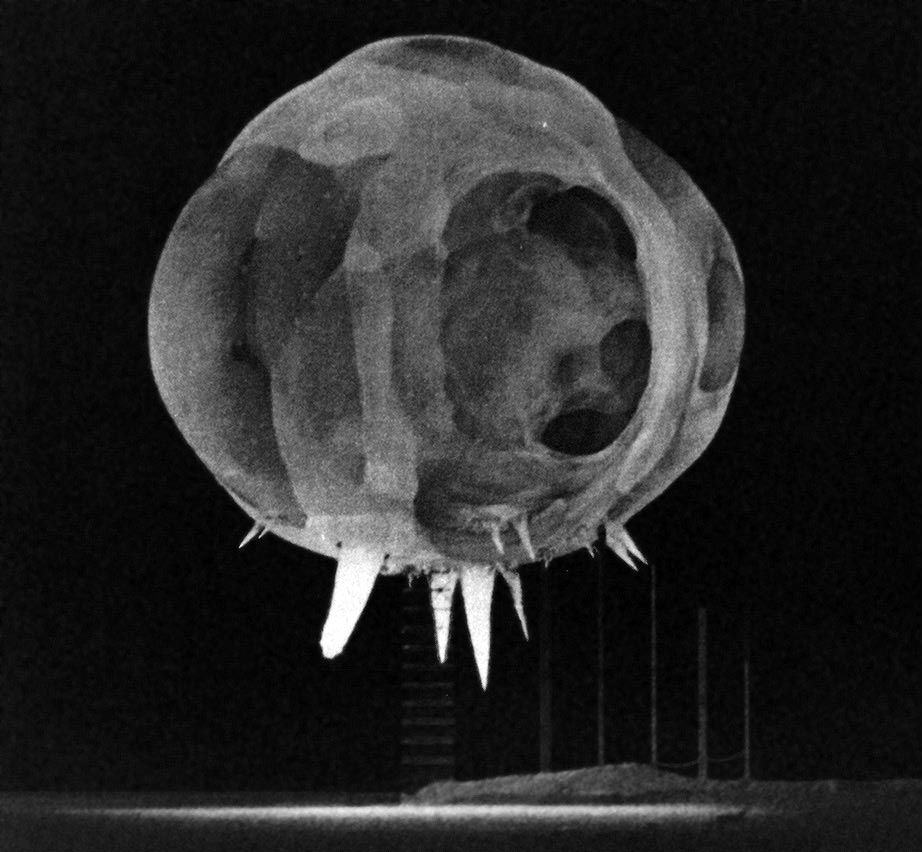
Fotografia rapatronica di una esplosione nucleare dopo un millisecondo

La fotocamera rapatronica (una vera e propria camera d'azione rapida elettronica) è una fotocamera ad alta velocità in grado di registrare un'immagine statica con un tempo di esposizione di soli 10 nanosecondi.

## Descrizione
La fotocamera è stata sviluppata da Harold Edgerton negli anni '40 e per la prima volta è stata utilizzata per fotografare la materia che cambia rapidamente nelle esplosioni nucleari entro pochi millisecondi di detonazione, usando un'esposizione di pochi microsecondi.
Per superare la limitazione di velocità dell'otturatore meccanico di una fotocamera convenzionale, la fotocamera rapatronica utilizza due filtri polarizzatori e una cella di Faraday (o in alcune varianti una cella Kerr). I due filtri sono montati con i loro angoli di polarizzazione a 90 ° l'uno dall'altro, per bloccare tutta la luce in ingresso.
La cella di Faraday si trova tra i filtri e cambia il piano di polarizzazione della luce che lo attraversa a seconda del livello del campo magnetico applicato, fungendo da otturatore quando viene energizzato al momento giusto per un periodo di tempo molto breve.
Come otturatori magneto-ottici, vengono usati i materiali attivi della cellula di Faraday (ad esempio vetro flint denso, che reagisce bene a un forte campo magnetico) è situato all'interno di una bobina di elettromagnete, formata da alcuni anelli di filo spesso. La bobina è alimentata da una rete di formazione di impulsi scaricando un condensatore ad alta tensione (ad esempio 2 microfarad a 1000 volt), nella bobina tramite un trigatron o un interruttore a thyratron. Negli otturatori elettro-ottici, il materiale attivo è un liquido, tipicamente nitrobenzene, situato in una cella tra due elettrodi.
Un breve impulso di alta tensione viene applicato per ruotare la polarizzazione della luce che passa.
Per una sequenza cinematografica di fotografie ad alta velocità, utilizzate nella fotografia di test nucleari e termonucleari, sono state schierate fino a 12 telecamere in serie, con ciascuna telecamera accuratamente programmata per registrare sequenzialmente.
Ogni fotocamera era in grado di registrare solo un'esposizione su un singolo foglio di pellicola. Il tempo medio di esposizione utilizzato era di tre microsecondi.